# Limnephilus pati
Limnephilus pati är en nattsländeart som beskrevs av O'connor 1980. Limnephilus pati ingår i släktet Limnephilus och familjen husmasknattsländor. Inga underarter finns listade i Catalogue of Life.